# Государственная премия Удмуртской Республики
Госуда́рственная пре́мия Удму́ртской Респу́блики — премия, присуждаемая Правительством Удмуртской республики за выдающиеся достижения области науки и технологий, искусства, литературы и образования. Первоначально учреждена в 1967 году как Государственная премия Удмуртской АССР.
Премии учреждены в области науки технологий (четыре премии), области искусства, литературы и образования (две премии) и предполагают денежное вознаграждение размере 50 тысяч рублей каждая. Лицам, удостоенным премии, присваивается звание «Лауреат Государственной премии Удмуртской Республики», вручаются диплом, нагрудный знак и денежное вознаграждение.

## История
Премия учреждена в 1967 году. В 90-е годы положение о Государственной премии изменялось постановлениями Совета Министров Удмуртии от 16.08.93, 25.10.93, 4.04.94, 18.09.95, 20.05.96. С 3 ноября 1997 присуждается решением Государственного Совета Удмуртии, с 2000 — Указом Президента Удмуртии. В 80—90-х годах премия вручалась также «За высокие достижения в труде», в 2001—2004 в области Экономики и финансов.

## Порядок выдвижения и присуждение премий
Государственные премии Удмуртской Республики присуждаются ежегодно ко Дню государственности Удмуртии.

### Премии в области науки и технологий
Присуждаются за:
- научно-исследовательские и опытно-конструкторские работы, завершившиеся созданием и широким применением в производстве принципиально новых технологий, техники, приборов, оборудования, материалов и веществ;
- практическую реализацию изобретений, открывающих новые направления в технике и технологиях;
- крупные, реализованные на практике научно-технические разработки в области производства, переработки и хранения сельскохозяйственной продукции;
- высокие результаты в разработке и практическом применении новых методов и средств в медицине и здравоохранении;
- научные, проектно-конструкторские и технологические достижения в области строительства, архитектуры и жилищно-коммунального хозяйства;
- работы, являющиеся значительным вкладом в решение проблем экологии и охраны природы;
- научно-исследовательские разработки, содействующие повышению эффективности реального сектора экономики;
- выдающиеся производственные результаты, полученные на основе широкого внедрения достижений науки и техники и обеспечивающие высокую производительность труда, создание качественно новых видов продукции.

### Премии в области литературы, искусства и образования
Присуждаются за:
- наиболее талантливые, отличающиеся новизной и оригинальностью литературные произведения, произведения изобразительного и декоративно-прикладного искусства, музыкальные произведения, произведения театрального и циркового искусства, произведения в области кинематографии, произведения в иных областях искусства;
- просветительскую деятельность в области литературы, искусства и образования (в том числе программы и проекты в области библиотечного дела, музейной деятельности, художественного образования, искусствоведческой науки и культурологии, сохранения объектов культурного наследия, сохранения и развития национальных культур);
- научные исследования в области искусства, литературы и образования;
- создание новых разработок, оказывающих эффективное влияние на развитие системы образования Удмуртской Республики и Российской Федерации;
- разработку образовательных программ, создание высококачественных учебников и учебно-методических пособий[1].

Выдвигаемые на соискание премий работы принимаются к рассмотрению при условии, что их результаты реализованы на практике не менее чем за год до истечения срока приёма работ.

## Лауреаты Государственной премии Удмуртской Республики в области науки и технологий
| Лауреаты Государственной премии Удмуртской Республики в области науки и технологий                                 | Лауреаты Государственной премии Удмуртской Республики в области науки и технологий | Лауреаты Государственной премии Удмуртской Республики в области науки и технологий | |
| --- | --- | --- | --- |
| Год | Лауреат | Достижение | |
| 1993 | Баранова О. Г., Ильминских Н. Г., Пузырёв А. Н., Туганаев В. В., учёные кафедры ботаники и экологии растений УдГУ | За исследования флоры и растительности Вятско-Камского Предуралья; | |
| 1993 | Глумов В. Я., профессор ИГМИ | За цикл работ по острому перитониту | |
| 1994 | Коллектив учёных: Баянкин В. Я., Жарков П. Н., КовнерЛ. Г., Ломаева С. Ф., Мирсаетов О. М., Рац Ю. В., Сорокина М. Ф. (посмертно), Соснов В. А., Трапезников В. А., Шабанова И. Н.                                                          | За цикл работ "Разработка методов исследований и анализов сверхтонких поверхностных слоёв (ангстремных толщин) конденсированных систем и применение их в науке и на предприятиях Удмуртской Республики                                                                 | |
| 1994 | Коллектив учёных: Лещинский Л. А., Муравьёв М. Ф. (посмертно), Одиянков Е. Г. | За работу "Научная разработка ряда новых методов диагностики, лечения и реабилитации заболеваний сердца и сосудов, обоснование и практическая реализация на этой базе эффективной долгосрочной (1979—94) программы «Кардиология и ревматология в Удмуртии»             | |
| 1995 | Белоусов А. Н., Болтачёв Т. Р., Кирьянов Н. А., Ситников В. А., Стяжкина С. Н., Чиркова Г. И., Цыпин А. Б. | За работу «Внедрение биопрепаратов донорской свиной селезёнки в лечебную практику Удмуртской Республики и Российской Федерации» | |
| 1995 | Владыкин В. Е., профессор УдГУ | За книгу «Религиозно-мифологическая картина мира удмуртов» | |
| 1996 | Собенников Е. В. (рук.), Емельянова A. П., Калинин В. Е., Капеев В. А., Макарова B. М., Толканова Л. А., Фатыхов И. Ш. | За работу « Выведение нового сорта овса „Учов“ и разработка технологии его возделывания». | |
| 1996 | Абрамова Н. Е., Александрова Н. В., Бушмелев В. А., Ворончихин Н. В., Лютин В. Н., Стрелков Н. С. | За работу «Разработка и внедрение щадящих методов диагностики и лечения хирургических заболеваний детей» | |
| 1997 | Группа исследований и новых разработок ЗАО «Ижмолоко» в составе: Ануфриев С. Д., Бондаренко Н. А., Булгаков Л. Н., Зиганшина Р. Г., Краснопёров Г. Ф., Краснопёров О. Г., Мухаметдинов М. Г., Пьянкова Т. П., Тимашов В. Н., Щемелёва В. Н. | За разработку и внедрение темы «Повышение эффективности работы предприятия в период становления рыночных отношений за счёт использования собственных и научных разработок и применения современных технологий» (инновационный проект «Ижмолоко»-2000")                 | |
| 1998 | Творческий коллектив в составе: Трусов В. В., Серебренникова К. Г., Колесникова М. Б., Филимонов М. А., Козьминых Ю. В., Рябова Г. А., Харина Н. А., Тыцкая Е. И., Зорин А. Ю., Малюк М. С.                                                 | За работу «Лечебные свойства жидких бактериальных концентратов и пищевых продуктов на их основе» | |
| 1999 | Творческий коллектив учёных, практич. врачей в составе: Гришкин И. Г., Ермакова М.К, Бритикова Т. А., Гербер Ю. М., Королёва М. М., Лекомцева О. И., Лаврова И. И., Стерхова Е. В., Ушнурцев М. Ю.                                          | За работу «Разработка и внедрение перспективных методов диагностики, лечения и профилактики болезней органов дыхания у детей» | |
| 2000 | Шахов И. В., Лопаткин И. Г., Першаков B. С.,Зарипов Ш. З., Ильминских Н. Г., Романов А. А., Казанцева И. А., Ходырева И. П., Шарикова С. С., Герасимова Г. В.                                                                               | За работу «Генеральный план, совмещённый с проектом планировки города Камбарка» | |
| 2001 | Уваров В. П., Глумин Ю. Е., Луганская М. С., Чикуров Г. К. | За разработку и организацию серийного производства взрывозащищённых асинхронных электродвигателей 63, 71, 80 габаритов типа АИМЛ | |
| 2001 | Харитонова В. А., Павлов А. В., Макарова О. В., Рябец Л. М., Михеева А. С., Князева C. К., Бельтюкова Л. Д., Суворова З. В., Меньшиков И. В., Санникова О. В.                                                                               | За разработку и реализацию отраслевой программы «На пути к школе XXI века» | |
| 2001 | Страхов В. А., Толстиков А. С., Голиков В. М., Устюжанин В. Н., Глазков В. К. | За работу "Внедрение системы подачи пыли высокой концентрации на четырёх котлах ТП-87 Ижевской ТЭЦ-2 АО «Удмуртэнерго» | |
| 2001 | Голдина Р. Д. | За монографию «Древняя и средневековая история удмуртского народа» | |
| 2001 | ОАО «Сарапульский электрогенераторный завод» | Разработка и организация серийного производства взрывозащищенных асинхронных электродвигателей 63, 71, 80 габаритов типа АИМЛ | |
| 2002 | Балакин В. В., Балобанов В. В., Демышев В. Г., Захарова Н. В., Кулагин А. В., Куншин В. И., Мокрова С. М., Милич В. Н., Петров Р. П., Стадник А. П.                                                                                         | За работу «Комплекс работ 1995—2000 годов по созданию и широкому применению в Удмуртской Республике принципиально новых технологий в землеустройстве, государственном земельном кадастре и исследовании природных ресурсов на основе космических навигационных систем» | |
| 2002 | Баженов Е. Л., Вейс Л. Е., Горбунов Ю. В., Корепанов А. М., Кузнецова Г. П., Мякишева Л. С., Паутов Э. С., Субботин С. П., Шкляев A. Е., Ямолдинов Р. Н.                                                                                    | За работу "Медицинская и социально-экономическая эффективность лечения и реабилитации больных заболеваниями органов пищеварения в санатории «Ува» | |
| 2002 | Араев Х. М., Араев Х. Х., Артемьев Н. А., Ерохин А. Н., Малков А. В., Машковцев Н. М., Пантелеев Н. Д., Соколов В. В., Силь-вестрова Т. П., Трошин Е. И.                                                                                    | За работу «Разработка и освоение интенсивной технологии производства продукции овцеводства в Нечернозёмной зоне РФ» | |
| 2002 | Блинов Б. М., Веретенников В. А., Девятых B. Г., Заводчиков С. Ю., Комиссаров В. А., Котрехов В. А., Проскурин Р. Д., Сафонов В. Н., Сухарев С. Б., Хрипунов Н. С.                                                                          | За работу «Разработка и промышленная реализация технологий механической обработки длинномерных полуфабрикатов и рабочего инструмента для их последующей холодной деформации в процессе изготовления изделий из циркониевых сплавов для активных зон атомных реакторов» | |
| 2002 | ОАО «Чепецкий механический завод» | Разработка и промышленная реализация технологий механической обработки длинномерных полуфабрикатов и рабочего инструмента для их последующей холодной деформации в процессе изготовления изделий из циркониевых сплавов для активных зон атомных реакторов             | |
| 2003 | Загребин А. М., Муравьёв М. Ф. (посмертно), Савельев В. Н., Савельев А. В., Шляпин В. П. | За разработку и практическое применение магнитотерапевтических методов в комплексном лечении и реабилитации больных в медучреждениях Удмуртии | |
| 2003 | Вологдин С. В., Горохов М. М., Преснухин В. К., Русяк И. Г. | За цикл работ в области энергосбережения | |
| 2003 | ОАО "Ижевский электромеханический завод «Купол» (Батанов А. С., Бородин А. Ф., Васильев C. С., Коломацкий В. Н., Лучихин П. В., Трусов С. А.)                                                                                               | Организация производства изделий климатотехники на филиале ОАО "Ижевский электромеханический завод «Купол» заводе «Метеор» | |
| 2003 | ОАО «Ижсталь» (Закамаркин М. К., Колесников Г. А., Кушнерев Д. Е., Махнёв М. И., Моисеев В. В., Морозов Г. И., Роженцев В. В., Скрипченко B. А., Сушников А. В., Четвертных В. В.)                                                          | Разработка, совершенствование и внедрение технологии внепечной вакуумной обработки стали и высокоточной отделки готового проката с целью освоения новых видов продукции, повышения её качества и конкурентоспособности на внутреннем и внешнем рынках                  | |
| 2004 | Кочубеева О. В., Кривилёва С. П., Петров A. Г., Пономарёв С. Б., Скобелева Т. Е., Цыпляшова И. В. | За разработку и внедрение в деятельность государственного учреждения здравоохранения «Республиканский диагностический центр» новых методов диагностики заболеваний сердечно-сосудистой системы                                                                         | |
| 2004 | ФГУП «Ижевский механический завод» (Бушмелев Ю. А., Евсеев К. В., Зайцев В. М., Калугин А. И., Козлов М. Г., Кулалаева И. Ю., Овсянников В. Г., Павлов А. Л., Пушин А. Ю., Шевяков С. А.)                                                   | Разработка и внедрение в производство самозарядного ружья МР-153 | |
| 2004 | ОАО «Чепецкий механический завод» (Вершинин А. В., Касатиков В. А., Колыбасов А. Я., Лыткин Н. А., Митюков И. Р., Новизовский О. Б., Светлаков Н. П., Тарасевич А. Е., Тупицын А. В., Филиппов В. Б.)                                       | Производство органоминеральных удобрений на основе осадка хозяйственно-бытовых стоков города Глазова | |
| 2004 | ОАО «Ижевский радиозавод» (Богданов А. Н., Гуляев М. В., Козлов И. В., Морланг А. А., Муравьёв Е. А., Мусин М. В., Рекалов О. Б., Семенихин А. Ф., Стерхов Д. А., Шамсутдинов Р. И.)                                                        | Создание спутникового вычислительного комплекса и телеметрической системы нового поколения для широкого применения в навигационных и связных космических аппаратах | |
| 2005 | Безносов А. И., Газиева В. И., Зедиярова В. А., Малков А. В., Мочалов Н. М. | За внедрение высоких биотехнологий в животноводстве Удмуртии | |
| 2005 | ОАО «Свет» (Ашихмин И. Н., Дыляев В. Р., Крюков А. С., Леденцов П. Л., Мохначёв В. А.) | Внедрение единого автоматизированного комплекса инновационных технологий в производстве стеклянной тары | |
| 2005 | ЗАО «Ижевский опытно-механический завод» (Денисламов В. Г., Кузнецов Ю. В., Лойферман М. А., Штейников С. П., Яковлев В. И.) | Создание производства всей гаммы валов установок погружных электроцентробежных насосов с улучшенными характеристиками для добычи нефти | |
| 2005 | ОАО «Ижсталь» (Афанасьев B. А., Затинацкий Н. Я., Скрипченко В. А., Тюрин Ю. А., Шилов В. В.) | Разработка и внедрение технологии получения пара на базе самонесущей безбарабанной установки испарительного охлаждения элементов металлургических печей | |
| 2006 | Ковриго В. П. | За монографию «Почвы УР» | |
| 2006 | ОАО «Увадрев-холдинг» (Большакова Р. В., Воронов В. И., Малюгин В. А., Нуриев С. В., Шиляев И. В.) | Повышение эффективности производства по выпуску древесностружечных плит на основе уникальной модернизации оборудования | |
| 2006 | ООО "Научно-производственный инженерный центр «Качество» (Буденков Г. А., Кокорин Н. А., Недзвецкая О. В., Шаврин О. И.) | Комплексная технология упрочнения и дефектоскопии насосных штанг | |
| 2006 | ОАО "Ижевский мотозавод «Аксион-холдинг» (Абрамов В. Н., Кудрявцев Г. И., Матвеев А. С., Моисеева Т. А., Мубаракшин Р. Г.) | Разработка, освоение серийного производства и внедрение в медицинскую практику нового семейства кардиографических приборов и неонатальной техники в рамках реализации национально проекта «Здоровье нации»                                                             | |
| 2007 | Ерёмин Н. А., Загайнов В. Ф., Иванов Д. Е., Кащишен Е. И., Курбатов А. П., Питкевич Ю. С., Романов Р. М. | За комплекс цирка и гостиницы в г. Ижевск | |
| 2007 | Журбин И. В., Зверев В. П., Иванова М. Г. | За разработку и внедрение технологии комплексных исследований археологических памятников на базе городища «Иднакар» | |
| 2007 | ОАО "Ижевский электромеханический завод «Купол» (Бакулин Б. А., Заварзин В. Г., Легостаев А. П., Морозов В. А., Скурихин С. А.) | Создание и развитие производства хроматографического оборудования на ОАО "Ижевский электромеханический завод «Купол» | |
| 2007 | ОАО "Концерн «Ижмаш» (Гродецкий В. П., Дерюшев И. Е., Калашников М. Т., Кутергин В. А., Широбоков Ю. А.) | Практическая реализация изобретений, открывающих новые направления в производстве гражданского, служебного и боевого оружия | |
| 2008 | ЗАО "Корпорация «Аксион», ЗАО «Теплоэффект» | Разработка, серийное производство и внедрение семейства энергосберегающего теплового оборудования в коммунальное хозяйство, пищевую и нефтехимическую промышленность                                                                                                   | |
| 2008 | ИЖГТУ НПП ООО «Механик» | Разработка и освоение производства гаммы импортозамещающих редукторов нового поколения для нефтегазовой, химической и энергетической отраслей промышленности | |
| 2009 | ОАО "Ижевский мотозавод «Аксион-холдинг» | Технологическая подготовка, освоение серийного производства систем управления ракетных комплексов «Брамос», «Искандер», «Тополь-М» | |
| 2009 | ОАО «Увадрев-Холдинг» | Разработка и внедрение в серийное производство мебели из массива древесины | |
| 2010 | ФГУП «Ижевский механический завод» | Освоение производства корпусных деталей изделий спецтехники | |
| 2010 | ОАО "Ижевский мотозавод «Аксион-холдинг» | Разработка и реализация технического проекта по переоснащению производства специальной техники с целью освоения серийного изготовления аппаратуры РЭБ типа SAP на базе СВЧ микроэлектроники                                                                            | |
| 2010 | ГОУ ВПО «ИжГТУ» | Модели, закономерности и стратегии развития регионального инфокоммуникационного комплекса и их реализация в Удмуртской Республике | |
| 2011 | ОАО "Концерн «Аксион» | Разработка и постановка на производство электробытовой техники | |
| 2011 | ЗАО «Ижторгметалл» | Разработка и внедрение комплекса оборудования для производства профнастила | |
| 2012 | ОАО «Ижевский радиозавод» | Разработка, постановка на серийное производство линейки систем погружной телеметрии | |
| 2012 | ОАО «Реммаш» | Создание и внедрение в производство сеялок культиваторов СК-3,6, СК-3,0, СК-3,0Б и на их базе — посевных комплексов «Глазовчанка» | |
| 2012 | ОАО "Ижевский электромеханический завод «Купол» | Разработка и внедрение новых технологий настройки фазированной антенной решётки зенитно-ракетных комплексов противовоздушной обороны | |
| 2012 | ЗАО «Ижевский опытно — механический завод» | Перспектива производства корпусных труб коррозионностойкого исполнения | |
| 2013 | ОАО "Ижевский мотозавод «Аксион-холдинг» | Разработка и организация серийного производства поста боевого управления и связи РК СН «Ярс» | |
| 2013 | ОАО "Концерн «Калашников» | Разработка и производство семейства оружия «Биатлон» для спорта высших достижений и подготовки начинающих спортсменов | |
| 2013 | ОАО «Конструкторское бюро электроизделий XXI века» | Создание комплекта внешнего светотехнического оборудования «Ударник-2» | |
| 2014 | ОАО "Ижевский мотозавод «Аксион-холдинг» | Разработка и реализация плана постановки на производство звеньев новейшей системы управления РВСН комплекса «ЯРС» | |
| 2014 | ОАО "Ижевский электромеханический завод «Купол» | Создание модификаторов на основе металл/углеродных нанокомпозитов | |
| 2014 | ОАО «Сарапульский электрогенераторный завод» | Разработка и освоение производства шаговых электродвигателей, создание на их основе электрических и электрогидравлических машин, обеспечивающих полёт ракеты по заданной траектории                                                                                    | |
| 2015 | ОАО "Ижевский мотозавод «Аксион-холдинг» | Организация серийного производства подвижных командных комплексов РВСН нового поколения | |
| 2015 | ОАО "Ижевский электромеханический завод «Купол» | Разработка тренажёра командира и оператора боевой машины ТОР — М2 | |
| 2015 | ОАО "Концерн «Калашников» | Широкое внедрение в конструкцию стрелкового оружия деталей, изготовленных по MIM-технологии | |
| 2016 | ОАО «Чепецкий механический завод» | Создание высокотехнологичного производства гафния из гидрометаллургических отходов | |
| 2016 | Демин А.В., Попов Н.М., Своекошин В.И., Трифонов О.А. | Система защиты города Ижевска от неблагоприятного воздействия паводковых вод реки Иж в период весеннего половодья | |
| 2016 | 2019 | ОАО "Ижевский мотозавод «Аксион-холдинг» (Тюрин И. Ю., Глухов А. Г., Коробейников И. И., Спиридонова Т. А., Мухаметшин М. Р.) | Техническое перевооружение предприятия с целью постановки на производство и увеличения объёмов выпуска изделий высокоточной техники для оснащения Министерства обороны Российской Федерации современными видами вооружения, такими как противокорабельная ракета «Брамос», противокорабельная ракета «Оникс», оперативный тактический ракетный комплекс «Искандер», переносной зенитный ракетный комплекс «Игла-СМ», переносной зенитный ракетный комплекс «Верба» и другие |
| ОАО «Чепецкий механический завод» (Александров А. В., Касимов Р. Р., Коншин Р. С., Тимербаев Д. А., Токарев К. А.) | 2019 | Создание производства слитков титановых сплавов в акционерном обществе «Чепецкий механический завод» — нового направления в металлургической отрасли промышленности Удмуртии                                                                                           | |
| ОАО «Концерн „Калашников“ (Уржумцев С. В., Баляжихина О. В., Малегов И. В., Шамсиев Р. Х., Ившин А. Ю.)            | 2019 | Разработка и освоение производства автоматов нового поколения АК-12 | |
| ПАО „Ижсталь“ (Жаров Л. Ф., Роженцев В. В., Севрюгин И. О., Сигарев В. Н., Шакирьянов А. Р.)                       | Разработка и внедрение технологии производства контактного рельса для вагонов метрополитена | | |

## Лауреаты Государственной премии Удмуртской Республики в области литературы, искусства и образования
| Лауреаты Государственной премии Удмуртской Республики в литературы, искусства и образования | Лауреаты Государственной премии Удмуртской Республики в литературы, искусства и образования | Лауреаты Государственной премии Удмуртской Республики в литературы, искусства и образования |
| ------------------------------------------------------------------------------------------- | --- | --- |
| Год                                                                                         | Лауреат | Достижение |
| 1967                                                                                        | Корепанов Г. А., композитор | За оперу „Наталь“, первую удмуртскую симфонию и песни „Дано лу, партия!“ („Да здравствует партия!“), „Удмуртия“, „Зарни нянь“ („Золотой хлеб“), „Сйзьыл кырзан“ („Осенняя песня“), „Мы — железный народ“                                                               |
| 1968                                                                                        | Гаврилов И. Г., драматург | За пьесу „Жингрес сйзьыл“ („Звонкая осень“) |
| 1968                                                                                        | Коллектив Удмуртского музыкально-драматического театра | За спектакли „Жингрес сйзьыл“ („Звонкая осень“) и „Васса Железнова“ по пьесам И. Гаврилова и М. Горького и широкое обслуживание сельского зрителя республики |
| 1969                                                                                        | Удмуртский ансамбль песни и танца „Италмас“ | За высокое исполнительское мастерство и широкую пропаганду национального музыкального и танцевального искусства |
| 1969                                                                                        | Мамонтов А. В., художественный руководитель Удмуртского ансамбля песни и танца | За собирание и творческие успехи в обработке национального музыкального фольклора и широкую пропаганду удмуртской музыки |
| 1970                                                                                        | Холмогоров А. П., художник | За серию портретов „Люди моей республики“: „Первый председатель Удмуртской автономии И. А. Наговицын“, „Бабушка Дарья Курбатова из Баграш-Бигры“, „Молодая мать-удмуртка“, „Старейший оружейник П. В. Алексеев“                                                        |
| 1970                                                                                        | Зубков Н. С., артист | За концертно-исполнительскую деятельность и широкую пропаганду удмуртской музыки |
| 1971                                                                                        | Семёнов П. С., художник | За произв. из сер. „Земля и люди“: „Первый трактор“, „Хлебороб“, „Колхозный праздник“, „Концерт на сенокосе“, „Сенокос окончен“, „Машиностроители“ |
| 1971                                                                                        | Корепанов-Камский Г. М., композитор | За создание вокально-хоровых, инструментальных, симфонических произведений, широкую пропаганду удмуртской музыки и высокое исполнительское мастерство |
| 1972                                                                                        | Красильников Г. Д., писатель | За роман-дилогию „Олексан Кабышев“ и повесть „Остаюсь с тобой“ |
|                                                                                             | Покчи-Петров М. П., поэт (посмертно) | За сборник стихов „Под небом твоим“ |
| 1973                                                                                        | Репин Г. А., Постников Б. А., Ложкин А. Е., Кузьмин С. М., художники | За произведение монументального и декоративно-прикладного искусства, созданные для ДК г. Можги и ГПТУ № 6 г. Ижевска |
|                                                                                             | Крюкова Т. А. | Автор книги „Удмуртское народное изобразительное искусство“ |
| 1974                                                                                        | Народный хор Малопургинского РДК | За высокое исполнительское мастерство и широкую пропаганду музыкального искусства |
| 1975                                                                                        | Сабитов Г. С., поэт | За сборник стихов „Яратйсько“ („Люблю“) и большой вклад в развитие удмуртской песенной поэзии |
|                                                                                             | Архипов Т. А., писатель | За повесть „Встреча с прошлым“ |
| 1976                                                                                        | Удмуртский народный театр ДКПО „Ижмаш“ | За высокое исполнительское мастерство, пропаганду удмуртского искусства |
| 1976                                                                                        | Нурмухаметов И. Н., художник | За росписи, выполненные в Доме политического просвещения на тему „Мы наш, мы новый мир построим“, и на Ижевском металлургическом заводе по теме труда металлургов. |
| 1977                                                                                        | Поскрёбышев О. А., поэт | за сб-ки стихов „Страда“, „Матица“ и активную обществ. деятельность |
| 1978                                                                                        | Васильев Ф. И., поэт (посмертно) | За сборники стихов „Куар усён толэзе“ („В месяц листопада“) и „Времена жизни“ |
| 1979                                                                                        | Авторы муз. драмы „Азин“ (комп. Корепанов-Камский Г. М., либр. Поляков К. М.), постановщики (реж. Веретенников Г. В., дир. Розен Э. В., исполнитель главной роли Кудрявцев С. П.) | За воплощение историко-революционной темы в спектакле Государственного музыкального театра УАССР |
| 1980                                                                                        | Валишин Р. Г., писатель (посмертно) | За повесть „Гора ветров“ |
| 1981                                                                                        | Самсонов С. А., писатель | За роман „Голуби с пути не сбиваются“ |
| 1982                                                                                        | Коллектив хора телевидения и радио (рук. Прокопенко Г. А.) | За активную пропаганду песенно-хорового искусства |
| 1982                                                                                        | Ёлкин П. В., художник | За создание серии портретов передовых рабочих, колхозников, интеллигенции |
| 1983                                                                                        | Народный ансамбль песни и танца „Зангари“ | За активную пропаганду самодеятельного искусства |
| 1984                                                                                        | Добровицкий А. Е., архитектор | За проектирование и авторский надзор за строительством административных зданий и объектов культурно-бытового назначения в Ижевске |
| 1985                                                                                        | Байтеряков Н. С., поэт | За сборник стихов „Крезь бурд вылын“ („На крыльях гуслей“) и „Кылбуръёс, поэма“ („Стихи, поэма“) |
| 1985                                                                                        | Народный удмуртский хор ДК ПО „Ижмаш“ (худ. рук. Митрофанов В. Я.) | За активную пропаганду удмуртского песенно-хорового искусства и в связи с 50-летием создания коллектива |
| 1985                                                                                        | Авторский коллектив (Орлов В. П., Калабин Д. Ф., Нелюбина Н. И., Берш П. П., Марьина А. Д. — архитекторы; Воронов Г. И., Титов Ю. Н., Белецкая А. И., Солодянкина Г. Г., Фокина М. И. — инженеры проектного института „Удмуртгражданпроект“; Токарев Д. А. — мастер строительного управления № 11 пр-тия п/я А-3636; Орлов Ю. А. — начальник участка строительного управления № 4 пр-тия п/я А-7708; Головко А. И. — управляющий специализированным трестом дорожно-мостового строительства г. Устинова; Соколовский Б. А. — начальник строительного управления № 1 пр-тия п/я А-7708; Шкляев В. С. — бригадир каменщиков строительного управления № 2 пр-тия п/я А-7708) | За проектирование и строительство ансамбля Центральной площади г. Устинова |
| 1986                                                                                        | Кралина Н. П., литературовед, Гарипов М. Г., художник | За литературную обработку и оформление и иллюстрирование книги „Мифы, легенды и сказки удмуртского народа“ |
| 1987                                                                                        | Шан И. И., художник | За создание серии политических плакатов |
| 1987                                                                                        | Перевощиков Г. К., писатель | За тетралогию „Йыбыртты музъемлы“ („Поклонись земле“), „Югдонын“ зардэ» ("Рассвет в «Югдоне»), «Тулкымлы пумит» («Наперекор волне»), «Нуназе азьын» («Полдень») |
| 1988                                                                                        | Народный ансамбль «Андан» ДК «Металлург» (худ. рук. Хубецов Ф. Б.) | За высокое исполнительское мастерство и пропаганду хореографического искусства |
| 1989                                                                                        | Поздеев П. К., фольклорист | За сборник удмуртских песен с нотами «Жингырты, удмурт кырзан!» («Звени, удмуртская песня!») |
| 1989                                                                                        | Эстрадный ансамбль Удмуртской государственной филармонии «Шулдыр жыт» («Весёлый вечер»), худ. рук. Ушаков А. А. | За высокое исполнительское мастерство и пропаганду национального искусства |
| 1989                                                                                        | Издательство «Удмуртия», автор-составитель Климов К. М., фотограф Егоров М. В. | За большую организаторскую и творческую работу по подготовке и выпуску фотоальбома «Удмуртское народное искусство» (1988) |
| 1990                                                                                        | Творческий коллектив Государственного комитета УАССР по телевидению и радиовещанию (автор Власов Н. К., ведущий режиссёр Сергеев А. М.) | За большую работу по организации и проведению телевизионного конкурса среди сельских районов республики «Кто из 25?» |
| 1990                                                                                        | Коллектив Узей-Туклинского СДК Увинского района | За большую культурно-просветительскую работу и активную пропаганду самодеятельного народного творчества |
| 1990                                                                                        | Чернов П. К., писатель | За роман «Тулы-сысен сйзьылозь» («С весны до осени») |
| 1991                                                                                        | Романов В. В., поэт (посмертно) | За сборник стихов «Йырберыктон турын» («Трава приворотная») и «Чебер мако бакчае» («Огни маков горят в огороде») |
| 1991                                                                                        | Русских А. Т., художник | За произведения изобразительного искусства в жанре пейзажа «Село Новый Мултан» и «Край родниковый» |
| 1992                                                                                        | Оркестр народных инструментов Увинского РДК «Юность» (рук. Зайнутдинов Ф. К.) | За большую работу по пропаганде музыкального искусства |
| 1992                                                                                        | Богомолова З. А., литературовед и критик | За большой вклад в развитие и пропаганду достижений литературы Удмуртии |
| 1993                                                                                        | Леонтьев А. К., поэт | За сборник стихов «Зечсэ гинэ вите сюлэм» («Хочется верить только в доброе») и «Нунал ке вордйське» («Если день рождается») |
| 1993                                                                                        | Коллектив Государственного театра кукол Удмуртской Республики (Климов В. Л., Кузнецова В. П., Мустаев А. Г., Никитин О. О., Перевозчиков А. Ф., Перевозчиков Е. Е., Сергейчева Т. П., Скобелева Т. Т., Степанова A. А., Тарасов Н. П.) | За постановку спектаклей в 1992—93 годах |
| 1994                                                                                        | Коллектив сотрудников АО "Институт «Удмуртгражданпроект» (Бушуев М. Ф., Егоров В. Н., Шевкунов В. Л., Шутов Ю. М.) и работники Управления стр-ва № 18 Мазязина М. Н., Маркелов А. В., Нуриев С. З., Шишкин Н. Н. | За разработку проекта и активное участие в реконструкции комплекса Ижевского домостроительного комбината |
| 1994                                                                                        | Белых В. Л., художник | За серию картин, созданных в 1993-94 |
| 1994                                                                                        | Ермаков Ф. К., литературовед | За книги «Кузебай Герд. Жизнь и творчество» и «Межпредметные связи русской и удмуртской литератур» |
| 1994                                                                                        | Корепанов А. Г., композитор | За большие заслуги в разработке мелодии Государственного гимна Удмуртии |
| 1994                                                                                        | Лобанов Ю. Н., художник | За большие заслуги в разработке мелодии Государственного флага и Государственного герба Удмуртии |
| 1995                                                                                        | Коллектив Удмуртского театра фольклорной песни «Айкай» | За высокопрофессионую исполнительскую деятельность и достойное представление удмуртского фольклорного искусства на мировой сцене |
| 1995                                                                                        | Творческий коллектив проектировщиков, строителей и службы заказчика (Батур С. А., Гапкалов В. А., Гродецкий В. П., Коробов Л. Б., Мезенцев Ф. В., Московенко А. Г., Некрасов В. В., Омелаев В. И., Фоменко B. Я., Фомин П. И.) | За активное участие в проектировании и строительстве здания ДК АО «Аксион» на 1000 мест в Ижевске |
| 1996                                                                                        | Любомиров П. П., писатель, журналист | За книгу «Библия рядового» |
| 1996                                                                                        | Ванюшев В. М., писатель | За книгу «Творческое наследие Г. Е. Верещагина в контексте национальных литератур Урало-Поволжья» |
| 1996                                                                                        | Майер В. В., преподаватель Глазовского педагогического института | За цикл работ «Система индивидуального учебного эксперимента по физике» |
| 1996                                                                                        | Журавлёва А. Н., Байсарова Ю. П., авторы; Андрюшкин А. М., Коркин В. П., Леонтьева И. А., Морозов В. Н., Прозоров Л. А., художники | За создание серии учебных пособий «Анай кыл» («Родное слово») для 1 и 2 классов национальных школ |
| 1997                                                                                        | Творческий коллектив Удмурсткого радио в составе: Баженова Г. Н., Гусев Л. Ф., Перевозчиков А. Ф., Степанова А. А., Степанова Н. А. | За передачи радиопрограммы для детей «Ча-гыр, чагыр дыдыке», прозвучавшие в эфире в 1993-97 годах |
| 1999                                                                                        | Коллектив сотрудников Национальной библиотеки в составе: Егорова Л. И., Кондратьева Л. Г., Захарова А. В., Тамбовцева Ф. Н., Богомолова М. В., Моисеева Л. В., Алёшин С. Г., Кирьянова Ю. С. | За составление научно-вспомогательных библиографических указателей Удмуртии |
| 2000                                                                                        | Загребин Е. Е., драматург | За создание национальных пьес «Эш-Тэрек», «Кикы нош силе но силе…» («А кукушка всё кукует…») |
| 2001                                                                                        | Туганаев В. В., Куликов К. И., Дзюина К. Н., Ившин В. Н., Фертиков А. В., Андреев B. А., Щербаков А. Г., Смирнова Т. А. | За создание энциклопедии «Удмуртская Республика» |
|                                                                                             | Кононов В. Б., художник | За цикл работ «Портреты современников» |
| 2002                                                                                        | Зуева-Измайлова А. С., литературовед | За монографию «Удмуртская литература в контексте языческих и христианских традиций» |
| 2003                                                                                        | Толкач Ю. Л., композитор | За хоровые произведения «Литургия Иоанна Златоуста», «Всенощное бдение», цикл обработок удмуртских народных песен для смешанного хора без сопровождения «Луговые цветы», «Триптих на стихи А. С. Пушкина»                                                              |
| 2003                                                                                        | Данилов П. П., директор Удмуртского государственного театра фольклорно песни «Айкай» | За создание высокохудожественных сценических костюмных комплексов для коллектива театра |
| 2003                                                                                        | Роготнев Н. С., дирижёр | За концертные программы 2002—03 |
| 2004                                                                                        | Белобородов В. М., гравёр-художник | За уникальные разработки техники художественного оформления оружия, развитие гравёрного искусства, отражающего историческую и культурную специфику города оружейников, поднятие престижа рабочей профессии гравёра, изготовление эксклюзивного и коллекционного оружия |
| 2004                                                                                        | Владыкина Т. Г., Шепталин А. А. | За создание текста Государственного гимна Удмуртии |
| 2005                                                                                        | Работники государственного учреждения культуры «Национальный музей УР им. Кузебая Герда»: Лебедева C. Х., Мартынова Р. Ф., Останина Т. И., Рупасова М. Б., Шемякина Е. П. | За стационарную выставку «История и культура Удмуртии с VIII тысячелетия до нашей эры до начала XX в.» |
| 2005                                                                                        | Богомольный Е. И., Каменщиков Ф. А., Кудинов В. И., Савельев В. А. | За создание современной технической литературы для специалистов нефтяной промышленности Удмуртии и студентов УдГУ |
| 2006                                                                                        | Каримов Р. М., Кардапольцев А. В., Николаев М. П., Сидоров Г. Е., Тарасов Н. М. | За создание эффективно действующей системы развития декоративно-прикладного искусства в Удмуртии |
| 2006                                                                                        | Вержбицкий В. М. | За учебные издания «Численные методы (линейная алгебра и нелинейные уравнения)», «Численные методы (математический анализ и обыкновенные дифференциальные уравнения)», «Основы численных методов»                                                                      |
| 2007                                                                                        | Арекеева С. Т., Ушаков Г. А., Фёдорова Л. П., Шкляев А. Г., Шибанов В. Л. | За комплект учебников «Удмурт литература» («Удмуртская литература») для пятых — восьмых классов средней школы |
| 2007                                                                                        | Костылев В. Г., художник, | За проект «Сильные духом» |
| 2011                                                                                        | Группа сотрудников бюджетного учреждения культуры Удмуртской Республики «Удмуртская республиканская библиотека для слепых» (Дмитриева Т. Н., Коковин В. В., Малофеева Л. Г., Морилова Е. В., Шутова И. В.) | За воспроизведение национальной и краеведческой литературы в форматы, доступные для слепых и слабовидящих граждан Удмуртской Республики |
| 2011                                                                                        | Группа сотрудников филиала федерального государственного унитарного предприятия «Всероссийская государственная телевизионная и радиовещательная компания» «Удмуртия» (Воробьев И. В., Сидоров В. М., Федотова А. В., Эскандеров Н. М.) | за телевизионную передачу «Мылысь-кыдысь» |
| 2014                                                                                        | Авторский коллектив Удмуртского института истории, языка и литературы УрО РАН | За создание энциклопедии «Удмуртская Республика: культура и искусство» |
| 2014                                                                                        | Коллектив ветеранов МВД по УР | За цикл об истории и лучших сотрудниках МВД республики, а также за работу по увековечиванию памяти участников Великой Отечественной войны и сотрудников, погибших при исполнении служебных обязанностей                                                                |
| 2016                                                                                        | Группа врачей 1 РКБ и профессор кафедры нейрохирургии и нейрореанимации Московского государственного медико-стоматологического университета им. Евдокимова Владимир Дашьян | За высокие результаты в разработке и практическом применении новых методов и средств в медицине и здравоохранении |
| 2016                                                                                        | Группа сотрудников республиканской газеты «Удмурт дунне» | За создание энциклопедического справочника «Удмурт дунне» |
| 2019                                                                                        | Группа сотрудников Национальной библиотеки Удмуртской Республики (Потешкина С. А., Батаногова С. Н., Калабин К. А., Лимонова Н. П., Русских С. Б.) | За проект «Национальная электронная библиотека Удмуртской Республики» |
| 2019                                                                                        | Шумилов Е. Ф. — доктор исторических наук, профессор федерального государственного бюджетного образовательного учреждения высшего образования «Удмуртский государственный университет» | За серию книг, посвященных истории ижевских оружейников |

## Лауреаты Государственной премии Удмуртской Республики в области экономики и финансов
| Лауреаты Государственной премии Удмуртской Республики в области экономики и финансов | Лауреаты Государственной премии Удмуртской Республики в области экономики и финансов | Лауреаты Государственной премии Удмуртской Республики в области экономики и финансов                                       |
| ------------------------------------------------------------------------------------ | --- | --- |
| Год                                                                                  | Лауреат | Достижение |
| 2001                                                                                 | Шадрин А. П., Сентякова Р. П., Рогалёва Н. А., Смоленцев Л. П., Коробейников В. С., Кузнецов П. С., Воробьёв А. В., Сюрсин Ф. Я., Хлобыстов А. И., Любимов А. И. | За реализацию научно-технических разработок в области производства, переработки и хранения сельскохозяйственной продукции. |
| 2002                                                                                 | Варов П. И., Вахрушев А. А., Крылов Г. С., Макаров С. Е., Мансеров Ю. А., Николаев Влад. В., Николаев Вас. В., Соромотин В. А. — работники сельскохозяйственного государственного унитарного предприятия "Рыбсовхоз «Пихтовка»                                               | За разработку и внедрение в производство адаптированной технологии выращивания рыбо-посадочного материала — карпа.         |
| 2003                                                                                 | Аликин В. М., Баженова Н. А., Бельтюкова А. А., Мокрушина Н. А., Мясникова Н. Н., Огальцева А. А., Платонова Т. В., Пермяков A. Л., Ходырева Т. А., Шутова Л. Г. — работники Кунгурской фермы сельскохозяйственного производственного кооператива «Свобода» Увинского района | За стабильное увеличение производства молока                                                                               |
| 2004                                                                                 | Белобоков О. М., Билоус О. М., Кашин B. И. — работники Региональной энергетической комиссии Удмуртской республики | За систему согласования тарифов на регулируемые виды деятельности на территории Удмуртской республики                      |